# Alketas II.
Alketas II. (altgriechisch Ἀλκέτας Alkétas; † 308 oder 307 v. Chr.) war Ende des 4. Jahrhunderts v. Chr. König der Molosser und Hegemon von Epirus. Sein Vater, König Arybbas, zog seinen jüngeren Sohn Aiakides als Nachfolger vor, da er Alketas nicht für regierungsfähig hielt. Dieser wurde aus der Heimat verbannt.
Nachdem Aiakides 313 in einer Schlacht gegen Kassander von Makedonien gefallen war, wurde Alketas zurückgerufen und kam doch noch zur Herrschaft in Epirus. Zuerst setzte Kassander den Krieg gegen Epirus fort, dann aber verbündeten sich Alketas II. und der makedonische König (312 v. Chr.).
Die Epiroten empörten sich gegen die grausame Herrschaft Alketas’ II. und ermordeten ihn 308 oder 307 zusammen mit seinen beiden Söhnen. Nachfolger wurde Pyrrhos, der Sohn des Aiakides, der den Thron mit Hilfe seines Adoptivvaters Glaukias gewinnen konnte.